# Banco del Pacífico

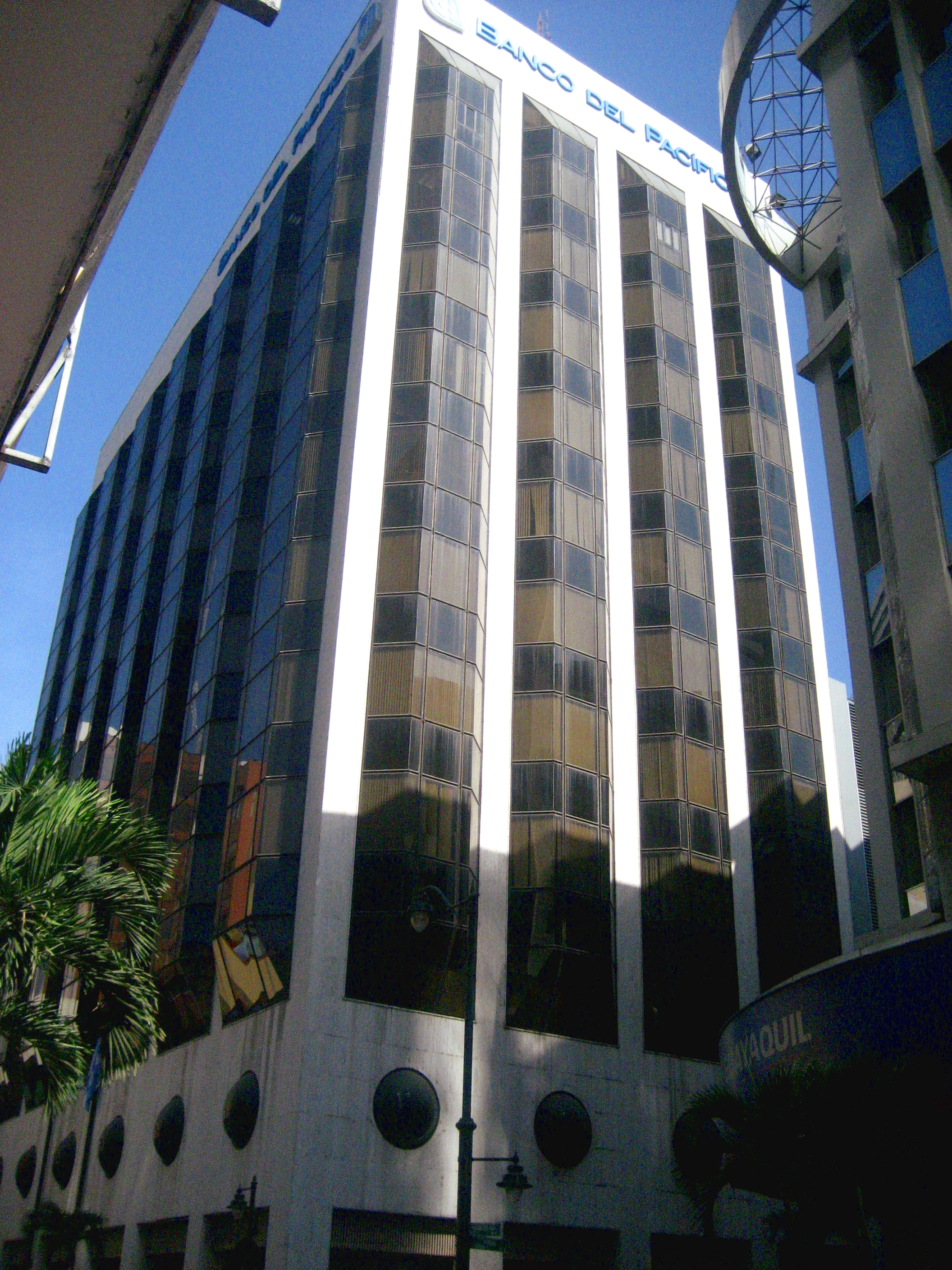
Banco del Pacífico in Guayaquil (2013)

Der Banco del Pacífico ist eine der größten ecuadorianischen Banken. Sie ist Teil des Grupo Banco del Pacífico zusammen mit Banco del Pacífico Panamá, der US-amerikanischen Tochter Pacific National Bank und anderen Unternehmen.
Die Bank hat ihren Sitz in Guayaquil. Ursprünglich wurde sie 1972 von Marcel Laniado gegründet, musste aber 1999 aufgrund von Liquiditätsschwierigkeiten durch den ecuadorianischen Staat gerettet werden. Der Banco del Pacífico war praktisch bankrott, die Aktien wurden zunächst treuhänderisch vom 2001 ebenfalls bankrottgegangenen Filanbanco verwaltet. In diesem Verfahren soll es zu zahlreichen Unregelmäßigkeiten gekommen sein, die zu verschiedenen Gerichtsverfahren führten, die zum Teil noch immer anhängig sind. Hintergrund war die umfassende Wirtschafts- und Finanzkrise in Ecuador, in deren Zusammenhang es unter anderem zur Dollarisierung des Landes kam. Im Jahr 2000 wurde die Bank als Nuevo Banco del Pacífico neu gegründet, wobei Banco del Pacífico und die ebenfalls insolvente Bank Banco Continental fusioniert werden.
Seit der Verstaatlichung besitzt der ecuadorianische Staat sämtliche Anteile dieser Bank, die seit 2001 von der Zentralbank Banco Central del Ecuador gehalten werden. Die ecuadorianische Regierung kündigte Ende September 2007 an, die Bank im Jahr 2009 nach umfassender Konsolidierung reprivatisieren zu wollen. Seit 2001 verbesserte sich das Rating der Bank von D („in Zahlungsverzug“) auf AA („sichere Anlage, wenn auch leichtes Ausfallrisiko“).
Der Banco del Pacífico wickelt seit September 2008 die Auszahlung der seit 2001 nicht verfügbaren Einlagen von Kunden des in jenem Jahr im Zusammenhang einer umfassenden Finanzkrise bankrottgegangenen Bank Filanbanco (insgesamt ca. 19 Mio. US-Dollar), die sich seitdem in Liquidierung befindet, ab.